# Volkmar (Niederaltaich)
Volkmar (* um 1235; † 9. Mai 1282 bei Niederaltaich) war Benediktinermönch und Abt des Klosters Niederaltaich.
Im Jahr 1280 wurde Volkmar Abt des Benediktinerklosters in Niederaltaich in Niederbayern. Er war ein sittenstrenger Mann und wollte mit Entschiedenheit die sittliche und moralische Zucht wiederherstellen. Damit stieß er jedoch auf heftigen Widerstand und zum Teil offenen Ungehorsam bei den Mönchen seines Klosters. Als Volkmar am 9. Mai 1282 in einem Kahn die Donau überqueren wollte, wurde er hinterrücks mit Pfeilen erschossen. Unzufriedene Mönche hatten ihren ungeliebten Vorgesetzten ermordet.
Bestattet wurde Abt Volkmar in der von ihm errichteten Kilianskapelle auf der Nordseite der Klosterkirche. In der Katholischen Kirche ist sein Gedenktag der 9. Mai. Dies ist auch der Namenstag seines Namenspatrons Volkmar.